# Ivan Hitrec
Ivan Hitrec, conosciuto come Ico (Zagabria, 13 aprile 1911 – Zagabria, 11 ottobre 1946), è stato un allenatore di calcio e calciatore jugoslavo, di ruolo attaccante.

## Carriera
Considerato uno dei migliori giocatori croati dell'anteguerra, Hitrec cominciò la carriera nel HAŠK Zagabria. Esorsì in Nazionale nel 1929, andando sempre in gol in tutte e quattro le partite giocate quell'anno, ma fu costretto a saltare i Mondiali del 1930 a causa del boicottaggio operato dai giocatori croati contro la Federazione Jugoslava, che aveva spostato la sua sede da Zagabria a Belgrado. Nel 1931 si fece conoscere internazionalmente segnando una doppietta a Ricardo Zamora, portiere del Real Madrid, in un'amichevole vinta per 2-1 dalla sua squadra contro gli iberici. Quel match fu la prima partita giocata in notturna e con illuminazione artificiale nella storia del calcio iugoslavo. Ebbe quindi occasione di emigrare all'estero, al Grasshoppers di Zurigo, dove venne acclamato come uno dei migliori giocatori europei dell'epoca. Nel 1932, nel corso di una partita con l'Austria Vienna, subì un grave infortunio (frattura ad entrambe le gambe) che impose una grave battuta d'arresto alla sua carriera. Tornò in patria e, pur non riuscendo più ad esprimersi ai livelli di un tempo, riuscì a riconquistare anche la Nazionale per alcune gare e a vincere il campionato 1937-1938.

## Palmarès

### Club

#### Competizioni nazionali
- Coppa Svizzera: 1

Grasshoppers: 1931-1932
- Campionato jugoslavo: 1

HAŠK Zagabria: 1937-1938